# Lapetukme (Elva)
Lapetukme est une localité de la commune d'Elva, en Estonie.
Au 31 décembre 2011, il compte 123 habitants.